# Spójnia Stargard (siatkówka kobiet) – sezon 2016/2017
Spójnia siatkówka kobiet sezonu 2016/2017 – sezon 2016/2017 sekcji siatkówki kobiet Spójni Stargard w historii klubu.

## Historia
Sekcja powołana została do życia 27 października 2015 roku decyzją członków Klubu Sportowego Spójnia Stargard. Prezes Spójni Tadeusz Gutowski był zwolennikiem poszerzenia klubu o sekcję siatkówki kobiet. Ostatecznie klub przejął sekcję siatkówki kobiet od Ludowego Uczniowskiego Klubu Sportowego Piątka, który działał przy Zespole Szkół nr 5 im. Tadeusza Tańskiego w Stargardzie. Został założony w Stargardzie 2005 roku przez nauczycieli wychowania fizycznego Zespołu Szkół nr 5 w Stargardzie, sympatyków i trenerów siatkówki w mieście, siatkarki Piątki rywalizowały w III lidze. LUKS Piątka otrzymywał dotację z miasta, którą w nowej rzeczywistości na szkolenie siatkarek otrzymała KS Spójnia. 21 listopada 2015 roku drużyna siatkarek już pod szyldem Spójni w meczu z SMS Police zainaugurowała I sezon w III lidze kobiet.

## Siatkówka kobiet sezonu 2016/2017

### Kadra zespołu w sezonie 2016/2017

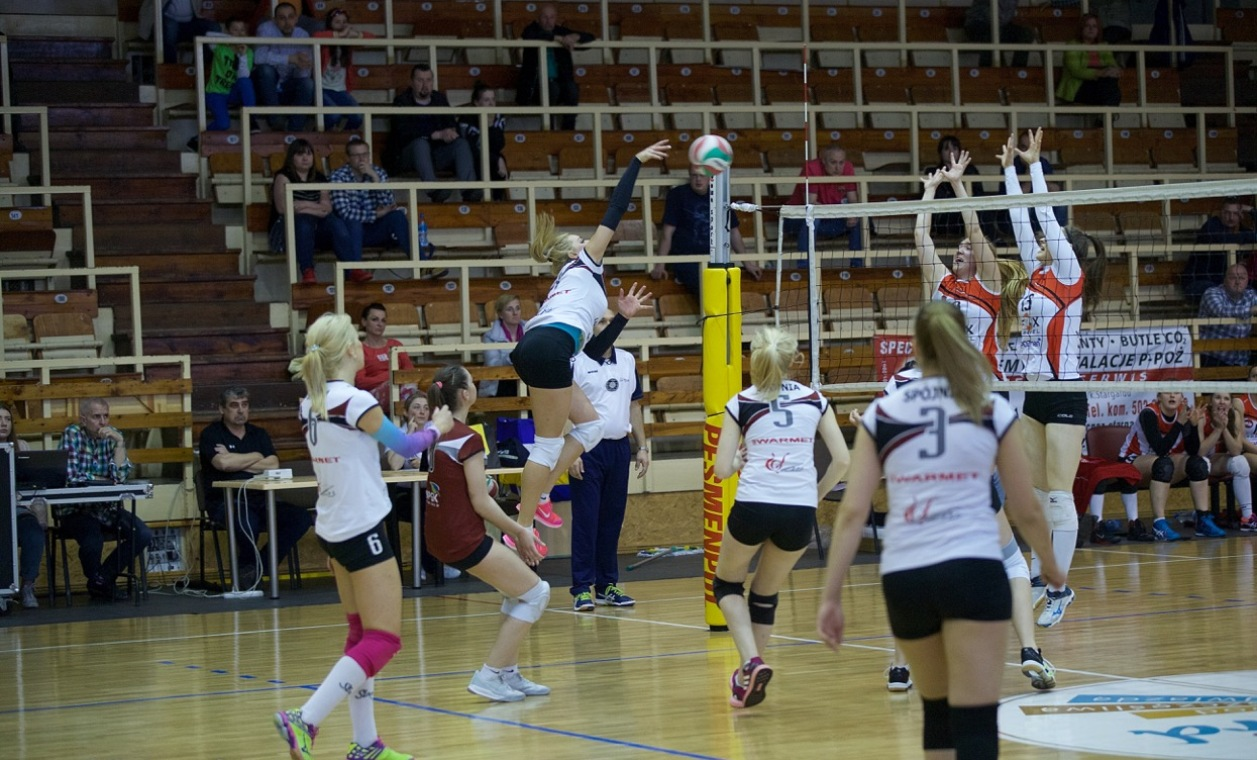
Stargard, 02.04.2017 Spójnia w meczu z Politechniką Poznań

| Funkcja                 | Imię i nazwisko |
| ----------------------- | --------------- |
| I trener                | Aleksander Król |
| Trener odnowy/masażysta | Grzegorz Gromek |
| Kierownik drużyny       |                 |

| Numer | Imię i nazwisko      | Data urodzenia | Narodowość | Wzrost [cm] | Waga [kg] | W klubie od | Pozycja               |
| ----- | -------------------- | -------------- | ---------- | ----------- | --------- | ----------- | --------------------- |
| 3     | Patrycja Pabian      |                | Polska     | 179         |           | 2016        | atakująca             |
| 11    | Aleksandra Witkoś    |                | Polska     | 170         |           | 2016        | rozgrywająca          |
| 5     | Klaudia Woźniak      |                | Polska     | 175         |           | 2016        | rozgrywająca          |
| 9     | Aleksandra Motyk     |                | Polska     | 194         |           | 2015        | środkowa              |
| 7     | Kamila Sadowska      |                | Polska     | 176         |           | 2016        | przyjmująca           |
| 4     | Anna Szymoniak       |                | Polska     | 173         |           | 2016        | przyjmująca           |
| 15    | Natalia Marek        |                | Polska     | 174         |           | 2013        | libero                |
| 10    | Paulina Sośnicka     |                | Polska     | 184         |           | 2014        | środkowa              |
| 8     | Zuzanna Cybulska     |                | Polska     | 181         |           | 2013        | przyjmująca/atakująca |
| 6     | Julia Jurczyk        |                | Polska     | 178         |           | 2015        | przyjmująca           |
| 16    | Katarzyna Topczewska |                | Polska     | 170         |           | 2015        | libero                |
| 13    | Renata Szotowicz     |                | Polska     | 183         |           | 2015        | atakująca             |

### Rozgrywki sezonu 2016/2017
W sezonie 2016/2017 zespół grał w II lidze piłki siatkowej kobiet. W  rundzie zasadniczej Spójnia zajęła 4 miejsce w grupie 1, siatkarki odniosły 7 zwycięstw i poniosły 11 porażek. W serii play-off drużyna w półfinale zagrała o trzecią lokatę z SKF Politechniką Poznańską, wygrywając u siebie 3:0, w rewanżu przegrywając 0:3, małymi punktami.